# Тімо Беккер
Тімо Беккер (нім. Timo Becker, нар. 25 березня 1997, Гертен, Німеччина) — німецький футболіст, центральний захисник клубу «Гольштайн».

## Ігрова кар'єра

### Клубна
Тімо Беккер є вихованцем футбольних клубів «Шальке 04» та «Рот-Вайс» з Ессена. Саме у складі останнього футболіст дебютував на професійному рівні в Регіональній лізі.
У 2019 році Беккер перейшов до складу «Шальке 04», де починав грати в дублюючому складі. 25 листопада 2019 року у матчі проти берлінського «Уніона» Тімо Беккер дебютував у матчах Бундесліги. В сезоні 2020/21 «Шальке» вилетів до Другої Бундесліги але Беккер залишився в команді і вже наступного сезону виграв турнір Другої Бундесліги і повернувся до вищого дивізіону. Другу половину сезону 2021/22 Беккер провів в оренді в клубі «Ганза».
В липні 2022 року Беккер перейшов до клубу «Гольштайн», з яким підписав контракт на три роки. В сезоні 2023/24 разом з командою Беккер виборов право на підвищення до Бундесліги.

## Титули
Шальке 04
- Переможець Другої Бундесліги: 2021/22